# Lê Gia Tông
Lê Gia Tông (chữ Hán: 黎嘉宗 1661 – 27 tháng 4 năm 1675), tên húy là Lê Duy Cối (黎維禬, 黎維𥘺) là vị Hoàng đế thứ 9 của nhà Lê Trung hưng và thứ 20 của nhà Hậu Lê trong lịch sử Việt Nam, lên ngôi ngày 19 tháng 11 năm Tân Hợi (1671) khi mới 10 tuổi. Đến ngày 27 tháng 4 năm Ất Mão (1675), vua bị bệnh mất.

## Vua yểu mạng
Lê Duy Cối (có sách chép là Lê Duy Khoái) là con trai thứ của vua Lê Thần Tông, mẹ là Chiêu nghi Lê Thị Ngọc Hoàn. Trước đó, khi Thần Tông qua đời (năm 1662), Duy Cối mới lên 2 tuổi, được Tây vương Trịnh Tạc và Chính phi Trịnh Thị Ngọc Lung đón về nuôi trong phủ nhà chúa, dạy bảo hun đúc, giúp cho nên đức tính. Khi anh trai Duy Cối là Lê Huyền Tông qua đời mà không có con trai nối dõi, Trịnh Tạc bèn xuống chiếu cho Tiết chế phủ và các quan văn, võ lập Duy Cối lên ngôi Hoàng đế, khi ông mới 11 tuổi. Lễ đăng quang của vua diễn ra vào ngày 19 tháng 11 năm Tân Hợi (1671), lấy niên hệu là Dương Đức, phong vợ của Trịnh Tạc là Ngọc Lung làm Quốc thái mẫu.
Vào năm Giáp Dần (1674), vua phong mẹ đẻ là Lê Thị Ngọc Hoàn (người xã Phúc Lộc, huyện Thụy Nguyên, Thanh Hóa) làm Chiêu nghi.
Lê Gia Tông có diện mạo khôi ngô, thân hình vạm vỡ, được đánh giá là người có tính khoan hòa, là một vị vua độ lượng.
Ông trị vì được 4 năm, rồi mất sớm ở tuổi 15 mà không có con trai nối dõi. Ông được chôn tại lăng Phúc An xã Phúc Lộc, huyện Thụy Nguyên ( nay là thôn Phúc Lộc xã Thiệu Tiến huyện Thiệu Hóa ), được đặt thụy hiệu là Khoan Minh Mẫn Đạt Anh Quả Huy Nhu Khắc Nhân Đốc Nghĩa Mỹ Hoàng Đế, miếu hiệu là Gia Tông.
Trịnh Tạc lập em út của ông là Lê Duy Hiệp lên nối ngôi, tức là Lê Hy Tông.

## Niên hiệu
Các niên hiệu của Lê Gia Tông là:
- Dương Đức (1672 đến 9/1674)
- Đức Nguyên (10/1674 đến 1675).